# Bruz Freeman
Eldridge Freeman, ook bekend als Buzz Freeman of Bruz Freeman, (Chicago, 11 augustus 1921 - 2006) was een Amerikaanse jazz-drummer.
Freeman kwam uit een muzikale familie: zijn moeder speelde gitaar en zijn vader speelde in zijn vrije tijd trombone. Zijn vader, een agent, was ook portier van een club die wel jazzmusici mee naar huis nam. Met zijn broers George Freeman (gitaar) en Von Freeman (tenorsaxofoon) speelde hij jarenlang in de huisband van het Pershing Hotel in Chicago. Met hen speelde hij in 1950 ook mee op een jamsession van saxofonist Charlie Parker, in 1960 uitgebracht door Savoy. In datzelfde jaar, 1950, drumde hij in het trio van pianist John Young en speelde hij mee op plaatopnames van Youngs orkest met zangeres Lurlean Hunter. Midden jaren vijftig was hij lid van het kwartet van Hamnpton Hawes. Later dat decennium werkte hij mee aan plaatopnames van Herb Geller (1955) en trompettiste Clora Bryant (1957). In 1969 drumde hij mee tijdens opnames voor een album van Bob Thiele en twee platen van John Carter met Bobby Bradford. In 1977/1978 was hij de drummer van een groep van Kenny Mann (met Britt Woodman op trombone).
- Bibsys: 11075930
- Bibliothèque nationale de France: cb14178939s (data)
- Gemeinsame Normdatei: 134377362
- International Standard Name Identifier: 0000 0001 1449 445X
- Library of Congress Control Number: nr96041662
- MusicBrainz: d93b1bf6-4181-4670-a782-c6f5af3a7192
- Istituto Centrale per il Catalogo Unico: UM1V031926
- Virtual International Authority File: 79598183
- WorldCat: E39PBJkdjf9KQpKFWq7FC7rXh3